# Monika Brusenbauch Meislová
Monika Brusenbauch Meislová (* 3. dubna 1984 Svitavy) je česká politoložka, publicistka a vysokoškolská učitelka.

## Život
Narodil se v dubnu 1984 ve Svitavách. V roce 2008 získala magisterský titul v oboru politologie na Katedře politologie a evropských studií Filozofické fakulty Univerzity Palackého. V roce 2012 poté získala na téže katedře také titul Ph.D. v tomtéž oboru. Poté v letech 2013 až 2015 působila jako odborná řešitelka projektů na Filozofické fakultě Univerzity Palackého. V letech 2016 až 2019 poté externě s olomouckou katedrou politologie spolupracovala a v letech 2019 až 2021 pracovala na téže katedře jako výzkumná pracovnice. Dříve také na fakultě působila jako místopředsedkyně akademického senátu. Ještě v roce 2018 začala působit jako odborná asistentka na Katedře mezinárodních vztahů a evropských studií Fakulty sociálních studií Masarykovy univerzity. V roce 2022 se na fakultě habilitovala, opět v oboru politologie, a na Katedře tak začala působit jako docentka. V tomtéž roce začala působit také na Mezinárodním politologickém ústavu Masarykovy univerzity.
Absolvovala několik pobytů na zahraničních univerzitách, jmenovitě např. v roce 2019 na Univerzitě v Southamptonu nebo v roce 2020 na Univerzitě v Essexu. V roce 2021 obdržela cenu děkana FSS MU v oblasti výzkumu, v roce 2023 cenu děkana FF UP za šíření dobrého jména univerzity a v roce 2024 obdržela cenu MUNI Scientist.
Z geografického hlediska se odborně zaměřuje na téma britské politiky, tematicky nejvíce na téma Evropské unie. V souvislosti se svým odborným zaměřením se opakovaně vyjadřovala v různých médiích.